# Hipposideros crumeniferus
Hipposideros crumeniferus es una especie de murciélago de la familia Hipposideridae.
Es endémico de la isla de Timor (Indonesia).